# Руф (фільм)
«Руф» (рос. «Руфь», нім. «Ruf») — радянсько-східнонімецький художній фільм 1989 року, знятий режисером Валерієм Ахадовим на кіностудіях «Таджикфільм» і «Блік ін ді вельд».

## Сюжет
Доля героїні фільму Марі Ломбаль-Булатової повторює життя французької піаністки Лотар-Шевченка, яка у 1930-ті роки вийшла заміж за радянського дипломата, поїхала з ним до Радянського Союзу, була репресована разом із чоловіком і провела у в'язниці багато років. Сценарій фільму написаний Євгеном Козловським за його однойменною п'єсою.

## У ролях
- Анні Жирардо — Марі Ломбаль-Булатова, піаністка (дублює Тамара Сьоміна)
- Ірина Муравйова — Марі
- Павло Семеніхін — зав. клубом
- Олексій Петренко — вчитель
- Микола Крим — Боб

## Знімальна група
- Режисер — Валерій Ахадов
- Сценарист — Євген Козловський
- Оператор — Ігор Бек
- Художник — Дмитро Алексєєв